# Jeanne Villepreux-Power

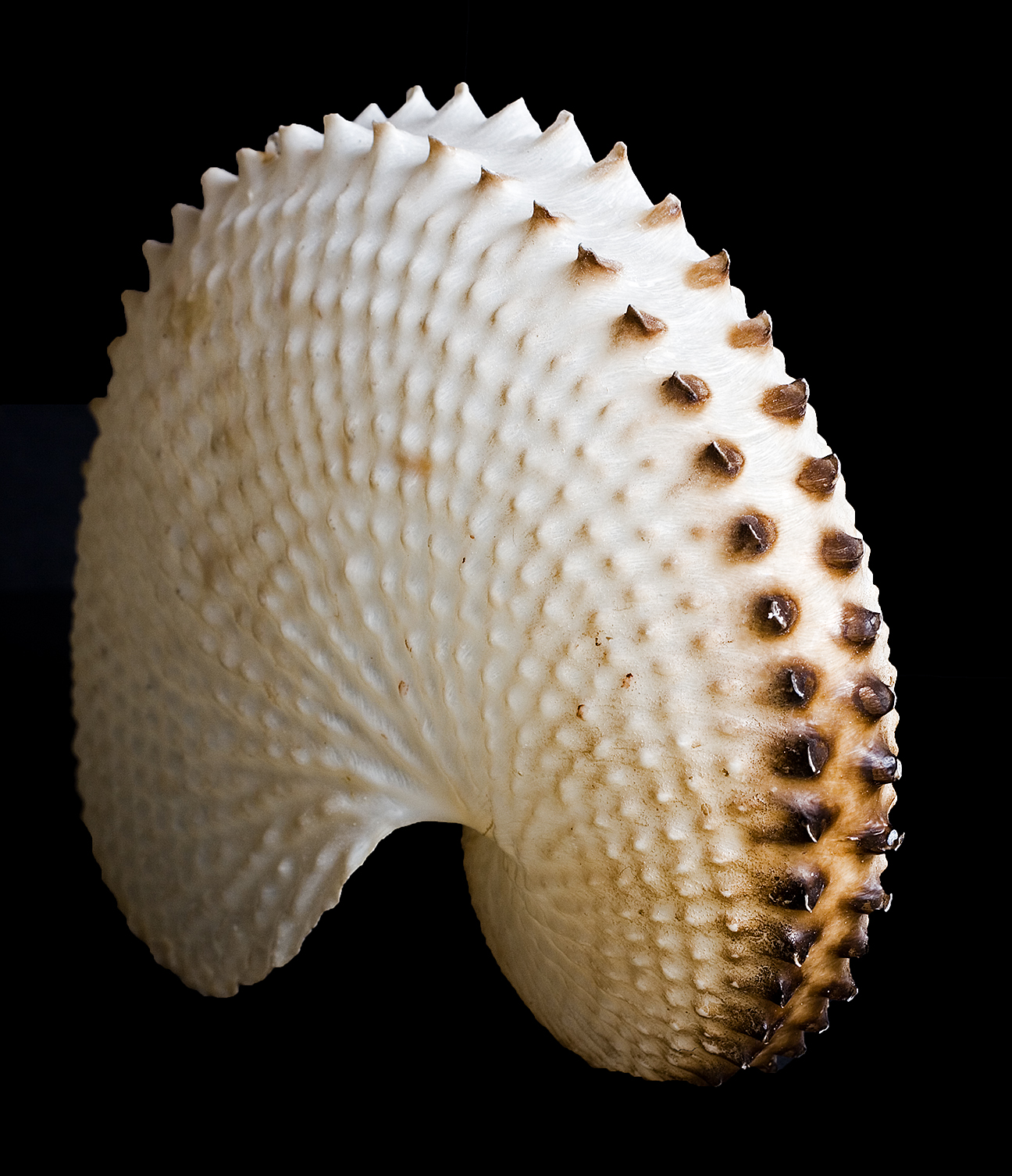
Nautilus (Argonauta sp.)

Jeanne Villepreux-Power, nascuda com Jeanne Villepreux (Juillac, 25 de setembre de 1794 - Juillac, 26 de gener de 1871) fou una biòloga marina pionera i autodidacta. El 1832 va ser la primera persona a crear aquaris per observar i experimentar amb els organismes aquàtics. Edmond Perrier (1844-1921) la va descriure com a precursora de les estacions de biologia marina i el professor de biologia Richard Owen es va referir a ella com la «mare de l'aquariofília».

## Vida
Fou la gran de quatre fills de Pierre Villepreux i Jeanne Nicot. Va marxar a París, a peu, als 18 anys i allà treballà de costurera; així, es va fer famosa pel vestit de núvia de la princesa Carolina de Nàpols i Sicília (1798-1870) quan es casà amb Charles Ferdinand d'Artois (1778-1820), duc de Berry. Va conèixer un comerciant irlandès, James Power, amb qui es va casar el 1818 a Messina. La parella es va establir a Sicília, on Jeanne Villepreux-Power es va dedicar completament a l'estudi de la història natural de l'illa. Amb el nom de Jeannette Power va publicar Itinerario della Sicilia riguardante tutt'i rami di storia naturale e parecchi di antichità che essa contiene (Messina, 1839) i Guida per la Sicilia (Nàpols, 1842), una completa guia d'aspectes de la natura i també culturals de l'illa.
S'interessà per les conquilles actuals o fòssils, especialment per l'Argonauta argo. Fou ella qui va resoldre la qüestió científica oberta en aquell temps: l'argonauta segrega la seva closca o n'aprofita d'altres com un cranc ermità? Per estudiar-los va construir les gàbies "de Power", que són les precursores dels aquaris. En va fer de vidre (antecedents dels aquaris actuals) i unes gàbies submergibles que permetien de fer viure els animals al mar i extreure'ls per observar-los. Amb aquestes observacions, va demostrar que l'Argonauta no és un paràsit, sinó que segrega la seva closca. També determinà el mode de reproducció de l'espècie que té un gran dimorfisme sexual. Va publicar Observations et expériences physiques sur plusieurs animaux marins et terrestres. També va proposar un antecedent de la piscicultura per criar alevins i repoblar els rius d'on els peixos haguessin desaparegut.
Fou la primera dona membre de l'Acadèmia de Ciències de Catània. Ella també fou corresponsal de la Societat Zoològica de Londres i altres setze societats científiques.
Les seves col·leccions, la seva història natural i els seus manuscrits es van perdre al mar quan el vaixell que portava la parella Power a Londres s'enfonsà el 1838. Es va traslladar a París el 1843. El 1870 fugí de París un altre cop al seu poble nadiu, on morí.

## Reconeixements
- Es va donar el seu nom a un cràter de Venus.[4]
- Un premi a joves científiques del Llemosí porta el seu nom.[5]